# 韦斯尚 (摩泽尔省)
韦斯尚（法語：Vescheim）是法国摩泽尔省的一个市镇，属于萨尔堡区（Sarrebourg）法尔斯堡县（Phalsbourg）。该市镇总面积1.81平方公里，2009年时的人口为225人。

## 人口
韦斯尚人口变化图示